# Ігри чемпіонів (фільм)
«І́гри чемпіо́нів», або «Же́ртвуючи пішако́м» (англ. Pawn Sacrifice) — американська біографічна кінодрама режисера і продюсера Едварда Цвіка, що вийшла 2014 року. Стрічка розповідає про матч за шахову корону на чемпіонаті світу з шахів 1972 року. У головних ролях Тобі Маґвайр, Лев Шрайбер, Лілі Рейб, Пітер Сарсґаард.
Вперше фільм продемонстрували 11 вересня 2014 року у Канаді на 39-му Міжнародному кінофестивалі у Торонто. В Україні у кінопрокаті показ фільму розпочався 10 грудня 2015 року.

## Сюжет
У столиці Ісландії у сам розпал Холодної війни відбувається матч за шахову корону між чинним чемпіоном росіянином Борисом Спаським та претендентом американцем Боббі Фішером. Боротьба двох шахових гігантів уособлює боротьбу двох наддержав, увага всього світу прикута до гри.

## Творці фільму

### Знімальна група
- Кінорежисер — Едвард Цвік,
- Сценарист — Стівен Найт,
- Кінопродюсери — Едвард Цвік, Ґейл Кац, Тобі Маґвайр,
- Виконовчі продюсери — Кевін Скотт Фрейкс, Майкл Ілліч молодший, Дейл Армін Джонсон, Джулі Б. Мей, Гленн Мюррей, Жозетт Перротта, Стівен Дж. Рівел, Радж Бріндер Сінгх, Крістофер Вілкінсон.
- Композитор: Джеймс Ньютон Говард,
- Кінооператор — Бредфорд Янг,
- Кіномонтаж: Стівен Розенблум.
- Підбір акторів — Андреа Кеньйон, Вікторія Томас і Ренді Веллс,
- Художник-постановник: Ізабель Ґуей,
- Артдиректор: Ліза Кларк і Жан-П'єр Паке,
- Художник по костюмах — Рене Ейпріл[11].

### У ролях
| Актор                 | Роль                                                              |
| --------------------- | ----------------------------------------------------------------- |
| Тобі Маґвайр          | Боббі Фішер, американський шахіст, гросмейстер                    |
| Лев Шрайбер           | Борис Спаський, радянський шахіст, гросмейстер                    |
| Лілі Рейб Софі Нелісс | Джоан Фішер, старша сестра Боббі                                  |
| Пітер Сарсґаард       | Вільям Ломбарді, американський шахіст, гросмейстер і тренер Боббі |
| Майкл Сталберг        | Пол Маршалл                                                       |
| Робін Вайґерт         | Регіна Фішер, мати Боббі                                          |
| Евелін Брошу          | Донна                                                             |

## Сприйняття

### Оцінки
Фільм отримав позитивні відгуки: Rotten Tomatoes дав оцінку 70 % на основі 81 відгуку від критиків (середня оцінка 6,5/10) і 72 % від глядачів зі середньою оцінкою 3,6/5 (10 176 голос). Загалом на сайті фільми має позитивний рейтинг, фільму зарахований «стиглий помідор» від кінокритиків і «попкорн» від глядачів, Internet Movie Database — 7,1/10 (6 819 голосів), Metacritic — 65/100 (29 відгуків критиків) і 7,7/10 від глядачів (47 голосів). Загалом на цьому ресурсі від критиків і від глядачів фільм отримав позитивні відгуки.

### Касові збори
Під час допрем'єрного показу у США, що розпочався 16 вересня 2015 року, протягом першого тижня фільм показали у 33 кінотеатрах і він зібрав 202 053 $. Під час прем'єрного показу, що розпочався 25 вересня 2015 року, протягом першого тижня фільм показали у 781 кінотеатрі і він зібрав 1 005 071 $, що на той час дозволило йому зайняти 12 місце серед усіх прем'єр. Станом на 29 листопада 2015 року показ фільму триває 75 днів (10,7 тижня), зібравши за цей час у прокаті у США 2 428 414 доларів США (за іншими даними 2 428 415 $), а у решті світу 3 588 680 $ (за іншими даними 569 259 $), тобто загалом 6 017 094 доларів США (за іншими даними 2 997 674 $) при бюджеті 19 млн доларів США.

## Музика
Музику до фільму «Ігри чемпіонів» написав Джеймс Ньютон Говард, саундтрек був випущений 2 жовтня 2015 року лейблом «Lakeshore Records».
| Список треків | Список треків                    | Список треків |
| #             | Назва                            | Тривалість    |
| ------------- | -------------------------------- | ------------- |
| 1.            | «There’s Usually One Right Move» | 3:09          |
| 2.            | «Bobby Plays Carmine»            | 1:58          |
| 3.            | «Ping Pong»                      | 3:35          |
| 4.            | «Boris Spassky»                  | 1:51          |
| 5.            | «Reading About Spassky»          | 1:29          |
| 6.            | «Forfeit»                        | 4:37          |
| 7.            | «Bobby Plays Boris»              | 1:05          |
| 8.            | «Bobby Wins»                     | 5:46          |

### Виноски
1. 1 2  Ігри чемпіонів (рос.). Вольга Україна. Архів оригіналу за 4 грудня 2015. Процитовано 4 грудня 2015.
2. 1 2  Pawn Sacrifice: Release Info (англ.). Internet Movie Database. Архів оригіналу за 20 червня 2015. Процитовано 4 грудня 2015.
3. 1 2  Ігри чемпіонів. Kino-teatr.ua. Архів оригіналу за 5 березня 2016. Процитовано 4 грудня 2015.
4. 1 2  Harold Dondis, Chris Chase (27 вересня 2015). Chess notes (англ.). BostonGlobe.com. Архів оригіналу за 30 вересня 2015. Процитовано 4 грудня 2015.
5. 1 2 3 4  Pawn Sacrifice (англ.). Box Office Mojo. Архів оригіналу за 6 січня 2017. Процитовано 4 грудня 2015.
6. 1 2 3 4  Pawn Sacrifice (2015) (англ.). The Numbers. Архів оригіналу за 27 жовтня 2017. Процитовано 4 грудня 2015.
7. ↑  Box Office Foreign. Box Office Mojo. Архів оригіналу за 24 грудня 2015. Процитовано 23 грудня 2015.
8. 1 2  Pawn Sacrifice (англ.). Internet Movie Database. Архів оригіналу за 15 січня 2016. Процитовано 4 грудня 2015.
9. ↑  Pawn Sacrifice (2014) (англ.). Allmovie. Архів оригіналу за 23 грудня 2015. Процитовано 4 грудня 2015.
10. ↑  Юлія Купріна (10 грудня). Прем'єри тижня: «Ігри чемпіонів» і «Біля моря». Forbes.ua. Архів оригіналу за 10 грудня 2015. Процитовано 10 грудня 2015.
11. ↑  Pawn Sacrifice: Full Cast & Crew (англ.). Internet Movie Database. Архів оригіналу за 25 вересня 2015. Процитовано 4 грудня 2015.
12. ↑  Pawn Sacrifice (англ.). Rotten Tomatoes. Архів оригіналу за 1 жовтня 2015. Процитовано 4 грудня 2015.
13. ↑  Pawn Sacrifice (англ.). Metacritic. Архів оригіналу за 29 вересня 2015. Процитовано 4 листопада 2015.
14. ↑  Person Profile // Internet Movie Database — 1990.
15. ↑  filmmusicreporter (27 серпня 2015). ‘Pawn Sacrifice’ Soundtrack Announced (англ.). Film Music Reporter. Архів оригіналу за 23 грудня 2015. Процитовано 4 грудня 2015.
16. ↑  James Newton Howard ‎– Pawn Sacrifice (Original Motion Picture Soundtrack) (англ.). Discogs. Архів оригіналу за 24 лютого 2021. Процитовано 4 грудня 2015.
17. ↑  Pawn Sacrifice (англ.). Amazon.com, Inc. Процитовано 4 грудня 2015.